# Il ragazzo della via Gluck (album)
Il ragazzo della via Gluck è il sesto album discografico di Adriano Celentano e il secondo pubblicato dall'etichetta discografica Clan Celentano nel 1966.
| Recensione | Giudizio |
| ---------- | -------- |
| AllMusic   | [ 3 ]    |

## Storia
L'inaspettato successo nelle vendite della canzone "Il ragazzo della via Gluck", nonostante l'eliminazione dopo la prima serata al Festival di Sanremo 1966, induce Celentano a pubblicare un album con lo stesso titolo, pochi mesi dopo averlo inserito nella raccolta La Festa, venduto in allegato alla rivista Bolero Film.
Tutte le canzoni sono arrangiate dal maestro Detto Mariano, che dirige la sua orchestra.
Nel 1983 la CGD / MusicA pubblica un'antologia su LP (LSM 1013) con lo stesso titolo, ma includendo anche canzoni diverse rispetto a quelle presenti nell'album originale. La compilation non è presente nella discografia ufficiale dell'artista. Nel 1991, la CDG e il Clan Celentano in collaborazione, pubblicano l'album per la prima volta su CD, utilizzando lo stesso numero di catalogo (9031-74551-2),, inoltre lo ristampano nei formati Long playing (9031-74551-1) e musicassetta (9031-74551-4).
All'edizione su CD del 1995 (Clan Celentano / RTI Music SP 60782) viene aggiunto, come bonus track, il provino inedito di "Nessuno mi può giudicare", canzone che Celentano avrebbe dovuto presentare al 16º Festival di Sanremo, ma che, scartata e affidata ad una ancora sconosciuta Caterina Caselli (in abbinamento con Gene Pitney), raggiungerà il secondo gradino del podio nella stessa manifestazione.
Nel 2012, l'album originale, senza traccia aggiuntiva, è stato rimasterizzato con tecniche digitali (Clan Celentano CLN 2102), su CD e LP.

## Copertina
La copertina, identica a quella del 45 giri uscito in precedenza, raffigura Celentano a passeggio con un suo amico, entrambi di schiena.

## Brani
- Il mio amico James Bond
Unico inedito del disco (gli altri brani erano già apparsi su 45 giri o album precedenti), mai pubblicato come singolo. Cover del brano Thunderball di Tom Jones (singolo - 1966), tema principale del film Agente 007 - Thunderball (Operazione tuono) del 1965.

- Ringo
Canzone molto conosciuta, inserita in quel periodo in un carosello pubblicitario (di una famosa carne in scatola), basato su brevi videoclip ideati e realizzati con la tecnica del collage dalla Gamma Film, usando una veloce successione di disegni animati scanditi da rime obbligate.

Cover dell'omonimo pezzo originale, scritto da Donald Irwin Robertson con la collaborazione di Hal Blair e interpretato da Lorne Greene, inserito nell'album Welcome to the Ponderosa del 1963, estratto come singolo di punta alla fine del 1964 per il successo riscosso.

Originariamente priva di testo, se non per il titolo ripetuto da un coro maschile, e costituita unicamente dalla musica country che l'accompagna, fu abbinata da svariati artisti a testi in diverse lingue (a iniziare dagli stessi Robertson e Blair in inglese e Greene in francese), sovente con l'intento di creare delle parodie. La prima delle quali, con titolo Gringo e testo scritto nel dicembre 1964 da H.B. Barnum e James Martin "Marty" Cooper, fu incisa su 45 giri da quest'ultimo, con lo pseudonimo "El Clod", il mese seguente. Sono invece entrambi del 1966 i due singoli di successo The Ballad of Irving e The Son of Irving per la voce di Frank Gallop.

## Tracce
L'anno indicato è quello di pubblicazione del singolo.
Lato A
1. Il ragazzo della via Gluck – 4:13 (testo: Luciano Beretta, Miki Del Prete – musica: Adriano Celentano[11]) – 1966
2. È inutile davvero – 2:32 (testo: Miki Del Prete, Mogol – musica: Gino Santercole, Mariano Detto) – 1964
3. Ciao ragazzi – 2:33 (testo: Miki Del Prete, Mogol – musica: Adriano Celentano, Mariano Detto) – 1964
4. E voi ballate – 2:55 (testo: Miki Del Prete, Nisa – musica: Nello Ciangherotti) – 1965
5. Chi ce l'ha con me – 3:18 (testo: Miki Del Prete, Mogol – musica: Pino Massara) – 1964
6. Non mi dir (Symphonie) – 2:11 (testo: Miki Del Prete, Claudio Adorni – musica: André Tabet, Alex Alstone) – 1964
7. Uno strano tipo[12] – 2:03 (testo: Miki Del Prete, Mogol, Don Backy – musica: Adriano Celentano, Mariano Detto) – 1964[13]

Lato B
1. Il mio amico James Bond (Thunderball) – 2:07 (testo: Miki Del Prete, Mogol – musica: John Barry, Donald Black) – inedito
2. La festa – 3:40 (testo: Luciano Beretta, Miki Del Prete – musica: Pino Massara) – 1965
3. Chi era lui – 2:48 (testo: Miki Del Prete, Mogol – musica: Paolo Conte) – 1966
4. Sono un simpatico – 2:42 (testo: Luciano Beretta, Rosario Leva, Don Backy – musica: Gian Franco Reverberi) – 1965
5. Il problema più importante (If You Gotta Make a Fool of Somebody) – 2:30 (testo: Luciano Beretta, Miki Del Prete – musica: Rudy Clark) – 1964
6. Due tipi come noi – 2:06 (testo: Luciano Beretta, Miki Del Prete – musica: Gino Santercole, Mariano Detto) – 1965
7. Ringo (Ringo) – 3:08 (testo: Castellano e Pipolo – musica: Donald Irwin Robertson, Hal Blair) – 1965

Bonus track, 1995 - CD (SP 60782)
1. Nessuno mi può giudicare – 2:38 (testo: Luciano Beretta, Miki Del Prete – musica: Daniele Pace, Mario Panzeri) – inedito

Durata totale: 41:24

## Formazione
- Adriano Celentano - voce, chitarra

### I Ribelli
- Gianni Dall'Aglio - batteria
- Giorgio Benacchio - chitarra
- Detto Mariano - tastiere
- Natale Massara - sax, fiati
- Angel Salvador - basso
- Demetrio Stratos - tastiere, cori